# Małpka Express
Małpka Express – nieistniejąca polska sieć sklepów spożywczo-monopolowych, której operatorem była spółka Małpka S.A. z siedzibą w Warszawie.

## Historia
Pierwszy sklep został otwarty w marcu 2012 w Warzymicach w województwie zachodniopomorskim. Od tamtej pory sieć otwierała kolejne placówki. We wrześniu 2013 spółka Małpka S.A. w wyniku akwizycji dołączyła do grupy handlowej Czerwona Torebka. W maju 2015 Czerwona Torebka sprzedała sieć funduszowi Forteam Investments Limited. W marcu 2018 działało ok. 115 placówek sieci.  We wrześniu 2018 roku sieć zniknęła z rynku.

## Format
Małpka Express to sieć sklepów samoobsługowych, tworzona w formacie convenience store, która oferowała asortyment spożywczo-monopolowy, składający się z ok. 2500 indeksów produktowych. Były to m.in.: artykuły spożywcze, słodycze, warzywa i owoce, nabiał, pieczywo, wyroby cukiernicze, alkohole i wyroby tytoniowe oraz prasa, chemia i kosmetyki.
W sklepach należących do sieci, oprócz standardowego asortymentu, skorzystać można było z usług dodatkowych takich, jak: strefa Małpka Cafe, bezpłatny dostęp do Internetu czy możliwość zapłacenia rachunków. W listopadzie 2013 r. Małpka Express nawiązała współpracę partnerską ze sklepem internetowym Merlin.pl w ramach Grupy Handlowej Czerwona Torebka. W wyniku synergii, w sklepach Małpka Express pojawiły się punkty bezpłatnego odbioru przesyłek zamówionych w Merlin.pl.